# Henry Haselfoot Haines
Henry Haselfoot Haines ( 1867 - 1945 ) fue un botánico, pteridólogo, explorador británico que trabajó extensamente en la India.
Sus padres Frederick Haines y Laura Ann Tweed. Fue educado en la "University College School", y luego entrenado en forestaciones en el "Royal Engineering College" de Cooper’s Hill, Surrey. Con posterioridad, en 1888 viaja a Calcuta, y se ubica en Darjeeling. Hasta el año siguiente sirve en varias Divisiones forestales en esa área. Luego es transferido al sur de Ganges: primero en planes de Forestales de Singhbhum y luego a cargo de esas forestaciones.
Para 1919 retorna a Inglaterra, trabaja en el Real Jardín Botánico de Kew donde completa ‘The Flora of Behar and Orissa’ - que aparece en seis partes a partir de 1921; y es una flora completa, pues además de árboles incluye a todas las plantas (antes solo se publicaba los árboles interesantes para forestación). Pasó todas sus colecciones a Kew (muchas de las cuales pueden verse en línea).

## Otras publicaciones
- A Forest Flora. ISBN 1-115-75653-2

## Honores
Al retirarse, el Gobierno Indio lo hace ‘Compañero del Imperio Indio’.
- La abreviatura «Haines» se emplea para indicar a Henry Haselfoot Haines como autoridad en la descripción y clasificación científica de los vegetales.[2]